# Liste des châteaux des Pyrénées-Atlantiques
Cet article recense de manière non exhaustive les châteaux (de défense ou d'agrément), maisons fortes, mottes castrales, situés dans le département français des Pyrénées-Atlantiques. Il est fait état des inscriptions et classements au titre des monuments historiques.

## Liste
| Icône            | Signification    | Abréviations             | Abréviations                  | Abréviations             | Abréviations           |
| ---------------- | ---------------- | ------------------------ | ----------------------------- | ------------------------ | ---------------------- |
| Château fort     | Château fort     | = Bastide                | = Ferme fortifiée             | = Maison forte           | = (Néo-)Palladianisme  |
| Renaissance      | Renaissance      | = Château gascon         | = Folie (montpelliéraine)     | = Manoir, Gentilhommière | = Résidence épiscopale |
| Domaine viticole | Domaine viticole | = Classicisme, classique | = Forteresse, fort(ification) | = Maison (noble)         | = Style Beaux-Arts     |
| Palais           | Palais           | = Commanderie            | = Gothique (flamboyant)       | = Néo-baroque            | = Style Second Empire  |
| Ruine ou disparu | Ruine, disparu   | = Château pinardier      | = Hôtel particulier           | = Néo-classique          | = Style italianisant   |
|                  |                  | = Demeure seigneuriale   | ... = Style Louis XII...XVI   | = Néo-gothique           | = Style troubadour     |
|                  |                  | = Éclectisme             | = Logis (seigneurial)         | = Néo-Renaissance        | = Villa (de Nice)      |
| Baroque, rococo  | Baroque, rococo  | = Édifice religieux      | = Motte castrale/féodale      | = Pavillon de chasse     | = Styles du XXe siècle |

| Type                                                     | Château                                       | Commune                      | Protection | Notes                                           | Coordonnées                 | Illustration |
| -------------------------------------------------------- | --------------------------------------------- | ---------------------------- | --- | ----------------------------------------------- | --------------------------- | ------------ |
| Néo-gothique · Éclectisme                                | Château d'Abbadia                             | Hendaye                      | Classé MH (1984) · Inscrit MH (2012) · Notice no PA00084395 · Maisons des Illustres (2011)                      | XIXe siècle, Antoine d'Abbadie                  | 43° 22′ 39″ N, 1° 44′ 57″ O |              |
|                                                          | Château d'Abbadie                             | Aroue-Ithorots-Olhaïby       | |                                                 | 43° 19′ 04″ N, 0° 57′ 07″ O |              |
|                                                          | Château d'Abos                                | Abos                         | |                                                 | 43° 21′ 34″ N, 0° 33′ 56″ O |              |
|                                                          | Château d'Agnos                               | Agnos                        | |                                                 | 43° 09′ 50″ N, 0° 37′ 19″ O |              |
|                                                          | Château d'Ahetzia                             | Ordiarp                      | |                                                 | 43° 11′ 46″ N, 0° 57′ 21″ O |              |
| Styles xxe siècle                                        | Château d'Angaïs                              | Angaïs                       | Inscrit MH (2000) · Notice no PA64000036                                                                        | XXe siècle                                      | 43° 14′ 15″ N, 0° 14′ 47″ O |              |
| Maison forte · Renaissance                               | Château d'Aphat                               | Bussunarits-Sarrasquette     | Inscrit MH (1970) · Notice no PA00084366 · Notice no IA64000858                                                 | XVe et XVIe siècles                             | 43° 09′ 43″ N, 1° 10′ 34″ O |              |
|                                                          | Château d'Aphatia                             | Barcus                       | |                                                 | 43° 11′ 23″ N, 0° 46′ 11″ O |              |
|                                                          | Château d'Arbus                               | Arbus                        | |                                                 | 43° 19′ 51″ N, 0° 30′ 31″ O |              |
| Classicisme, classique · Styles xxe siècle               | Château d'Arcangues                           | Arcangues                    | Inscrit MH (1980) · Notice no PA00084312                                                                        | XVIIe et XXe siècles                            | 43° 26′ 10″ N, 1° 31′ 01″ O |              |
| Château fort · Classicisme, classique                    | Château d'Aren                                | Aren                         | Inscrit MH (1984) · Classé MH (1984) · Notice no PA00084314                                                     | XIIe et XVe siècles, XVIIe et XIXe siècles      | 43° 15′ 39″ N, 0° 41′ 20″ O |              |
| Classicisme, classique                                   | Abbaye laïque d'Arette                        | Arette                       | Inscrit MH (1968) · Notice no PA00084315                                                                        | XVIIe siècle                                    | 43° 05′ 41″ N, 0° 43′ 02″ O |              |
|                                                          | Château d'Armendarits                         | Armendarits                  | |                                                 | 43° 18′ 16″ N, 1° 09′ 27″ O |              |
| Château fort · Renaissance                               | Château d'Arricau                             | Arricau-Bordes               | Inscrit MH (1988) · Notice no PA00084317 · Notice no IA00026441                                                 | XIVe et XVIe siècles, XIXe siècle               | 43° 29′ 54″ N, 0° 09′ 06″ O |              |
| Château fort · Classicisme, classique                    | Château d'Arros                               | Arros-de-Nay                 | Inscrit MH (2012) · Notice no PA00084318                                                                        | Moyen Âge, XVIIe et XVIIIe siècles, XIXe siècle | 43° 11′ 56″ N, 0° 17′ 26″ O |              |
| Château fort · Ruine ou disparu                          | Château d'Artiguelouve                        | Artiguelouve                 | |                                                 | 43° 19′ 29″ N, 0° 29′ 11″ O |              |
| Classicisme, classique                                   | Château d'Assat                               | Assat                        | Inscrit MH (1959) · Classé MH (1959) · Notice no PA00084324                                                     | XVIIe siècle                                    | 43° 15′ 00″ N, 0° 18′ 04″ O |              |
|                                                          | Abbaye laïque d'Astis                         | Anoye                        | |                                                 | 43° 24′ 03″ N, 0° 08′ 16″ O |              |
|                                                          | Château d'Astis                               | Astis                        | |                                                 | 43° 26′ 44″ N, 0° 19′ 54″ O |              |
| Classicisme, classique                                   | Château d'Audaux                              | Audaux                       | Inscrit MH (1947) · Notice no PA00084325                                                                        | XVIIe siècle                                    | 43° 21′ 27″ N, 0° 47′ 37″ O |              |
|                                                          | Château de Bachoué                            | Andrein                      | |                                                 | 43° 23′ 33″ N, 0° 53′ 21″ O |              |
|                                                          | Château de Baillenx                           | Andrein                      | |                                                 | 43° 23′ 22″ N, 0° 53′ 54″ O |              |
|                                                          | Château des barons d'Espelette                | Espelette                    | Inscrit MH (2007) · Notice no PA00084386                                                                        |                                                 | 43° 20′ 25″ N, 1° 26′ 45″ O |              |
|                                                          | Château de Baure                              | Orthez                       | Inscrit MH (2005) · Notice no PA64000056                                                                        |                                                 | 43° 28′ 45″ N, 0° 48′ 44″ O |              |
| Château fort                                             | Château vieux de Bayonne                      | Bayonne                      | Classé MH (1931) · Notice no PA00084332                                                                         |                                                 | 43° 29′ 31″ N, 1° 28′ 40″ O |              |
| Château fort                                             | Château neuf de Bayonne                       | Bayonne                      | Inscrit MH (1929) · Notice no PA00084331                                                                        |                                                 | 43° 29′ 23″ N, 1° 28′ 13″ O |              |
| Ruine ou disparu                                         | Château Bazerques                             | Précilhon                    | |                                                 | 43° 11′ 47″ N, 0° 34′ 45″ O |              |
| Château fort · Ruine ou disparu                          | Château de Bellocq                            | Bellocq                      | Classé MH (1997) · Notice no PA00084351                                                                         |                                                 | 43° 31′ 03″ N, 0° 54′ 51″ O |              |
| Ruine ou disparu                                         | Château de Belzunce                           | Ayherre                      | Inscrit MH (1992) · Notice no PA00084558                                                                        |                                                 | 43° 22′ 47″ N, 1° 14′ 01″ O |              |
|                                                          | Château de Belzunce                           | Méharin                      | |                                                 | 43° 20′ 00″ N, 1° 09′ 02″ O |              |
|                                                          | Château de Béon                               | Aste-Béon                    | Inscrit MH (2005) · Notice no PA64000053                                                                        |                                                 | 43° 02′ 04″ N, 0° 25′ 06″ O |              |
|                                                          | Château de Béost                              | Béost                        | Inscrit MH (1954) · Notice no PA00084352                                                                        |                                                 | 42° 59′ 38″ N, 0° 24′ 53″ O |              |
|                                                          | Château de Bernadets                          | Bernadets                    | Inscrit MH (1999) · Notice no PA64000031                                                                        |                                                 | 43° 22′ 45″ N, 0° 17′ 11″ O |              |
| Manoir, gentilhommière                                   | Château de Betouzet                           | Andrein                      | |                                                 | 43° 23′ 37″ N, 0° 54′ 10″ O |              |
| Château fort · Classicisme, classique · Ruine ou disparu | Château de Bidache (Château ducal de Gramont) | Bidache                      | Classé MH (1942) · Inscrit MH (1942, 2012) · Notice no PA00084358 · Notice no IA64000289 · Notice no IA64000290 | Moyen Âge, XVIe et XVIIe siècles, XIXe siècle   | 43° 29′ 15″ N, 1° 08′ 18″ O |              |
|                                                          | Château de Bielle                             | Bielle                       | Inscrit MH (2004) · Notice no PA64000052                                                                        |                                                 | 43° 03′ 21″ N, 0° 25′ 59″ O |              |
|                                                          | Château Bijou                                 | Labastide-Villefranche       | Classé MH (2008) · Notice no PA64000059                                                                         |                                                 | 43° 27′ 20″ N, 1° 01′ 18″ O |              |
|                                                          | Château de Bitaubé                            | Rébénacq                     | Inscrit MH (1998) · Notice no PA64000028                                                                        |                                                 | 43° 09′ 35″ N, 0° 24′ 08″ O |              |
|                                                          | Château de Bordenave                          | Abère                        | |                                                 | 43° 23′ 19″ N, 0° 10′ 23″ O |              |
|                                                          | Château de Bouillon                           | Bouillon                     | |                                                 | 43° 29′ 38″ N, 0° 30′ 08″ O |              |
|                                                          | Château Boulard                               | Biarritz                     | Inscrit MH (1975) · Notice no PA00084356                                                                        |                                                 | 43° 28′ 30″ N, 1° 33′ 32″ O |              |
|                                                          | Château Bourdette                             | Précilhon                    | |                                                 | 43° 11′ 44″ N, 0° 34′ 31″ O |              |
|                                                          | Château de Brassalay                          | Biron                        | Inscrit MH (1937) · Notice no PA00084362                                                                        |                                                 | 43° 27′ 25″ N, 0° 44′ 33″ O |              |
|                                                          | Château de Burosse                            | Burosse-Mendousse            | |                                                 | 43° 31′ 19″ N, 0° 12′ 52″ O |              |
|                                                          | Château de Cabidos                            | Cabidos                      | Inscrit MH (1997) · Notice no PA64000014                                                                        |                                                 | 43° 32′ 19″ N, 0° 27′ 49″ O |              |
|                                                          | Château de Camou                              | Aïcirits-Camou-Suhast        | Inscrit MH (1993) · Notice no PA00125253                                                                        |                                                 | 43° 21′ 54″ N, 1° 01′ 09″ O |              |
|                                                          | Château de Caplane                            | Pouliacq                     | |                                                 | 43° 31′ 20″ N, 0° 21′ 06″ O |              |
|                                                          | Château de Cassaber                           | Carresse-Cassaber            | Inscrit MH (2010) · Notice no PA64000075                                                                        |                                                 | 43° 29′ 35″ N, 1° 00′ 38″ O |              |
|                                                          | Château de Coarraze                           | Coarraze                     | Inscrit MH (2011) · Notice no PA00084381                                                                        |                                                 | 43° 10′ 00″ N, 0° 13′ 48″ O |              |
|                                                          | Château de Corbère-Abères                     | Corbère-Abères               | |                                                 | 43° 28′ 20″ N, 0° 04′ 57″ O |              |
|                                                          | Château de Coublucq                           | Coublucq                     | |                                                 | 43° 32′ 20″ N, 0° 21′ 49″ O |              |
|                                                          | Château de Crouseilles                        | Crouseilles                  | |                                                 | 43° 31′ 15″ N, 0° 05′ 16″ O |              |
|                                                          | Château de Doumy                              | Doumy                        | |                                                 | 43° 26′ 47″ N, 0° 22′ 20″ O |              |
|                                                          | Château d'Eliçabéa                            | Trois-Villes                 | Inscrit MH (2012) · Notice no PA00084535                                                                        |                                                 | 43° 07′ 52″ N, 0° 52′ 39″ O |              |
|                                                          | Manoir Elizabelar                             | Iholdy                       | |                                                 | 43° 16′ 59″ N, 1° 10′ 50″ O |              |
|                                                          | Château d'Escos                               | Escos                        | |                                                 | 43° 26′ 48″ N, 0° 59′ 45″ O |              |
|                                                          | Château d'Etchaux                             | Saint-Étienne-de-Baïgorry    | Inscrit MH (1989) · Notice no PA00084547                                                                        |                                                 | 43° 10′ 39″ N, 1° 20′ 44″ O |              |
|                                                          | Salle d'Etchepare                             | Ibarrolle                    | Inscrit MH (1966) · Notice no PA00084400                                                                        |                                                 | 43° 12′ 05″ N, 1° 05′ 37″ O |              |
|                                                          | Château de Fanget                             | Thèze                        | Inscrit MH (1960) · Notice no PA00084534                                                                        |                                                 | 43° 28′ 34″ N, 0° 20′ 54″ O |              |
|                                                          | Château de Françon                            | Biarritz                     | Inscrit MH (1993) · Inscrit MH (1994) · Classé MH (1999) · Notice no PA00132940                                 | 81 rue Salon                                    | 43° 27′ 43″ N, 1° 33′ 36″ O |              |
|                                                          | Château de Garro                              | Mendionde                    | |                                                 | 43° 20′ 42″ N, 1° 16′ 51″ O |              |
|                                                          | Haras national de Gelos                       | Gelos                        | Inscrit MH (2011) · Notice no PA00084390                                                                        |                                                 | 43° 17′ 02″ N, 0° 22′ 04″ O |              |
|                                                          | Château de Goès                               | Goès                         | |                                                 | 43° 11′ 58″ N, 0° 35′ 23″ O |              |
| Ruine ou disparu                                         | Château de Guiche                             | Guiche                       | Classé MH (2007) · Notice no PA00084393                                                                         |                                                 | 43° 31′ 19″ N, 1° 12′ 07″ O |              |
|                                                          | Château de Gurs                               | Gurs                         | |                                                 | 43° 17′ 19″ N, 0° 45′ 14″ O |              |
|                                                          | Château d'Haïtze                              | Ustaritz                     | Inscrit MH (1987) · Notice no PA00084540                                                                        |                                                 | 43° 23′ 47″ N, 1° 27′ 43″ O |              |
|                                                          | Château Haltya                                | Ustaritz                     | |                                                 | 43° 24′ 31″ N, 1° 28′ 00″ O |              |
|                                                          | Château d'Idron                               | Idron                        | |                                                 | 43° 17′ 27″ N, 0° 18′ 41″ O |              |
|                                                          | Château d'Ilbarritz                           | Bidart                       | Inscrit MH (1990) · Notice no PA00084544                                                                        |                                                 | 43° 27′ 31″ N, 1° 34′ 35″ O |              |
|                                                          | Maison de l'Infante                           | Saint-Jean-de-Luz            | Inscrit MH (1925) · Notice no PA00084496                                                                        |                                                 | 43° 23′ 16″ N, 1° 39′ 55″ O |              |
|                                                          | Château d'Izeste                              | Izeste                       | Inscrit MH (1986) · Notice no PA00084412                                                                        |                                                 | 43° 05′ 27″ N, 0° 25′ 33″ O |              |
|                                                          | Château de Joantho                            | Aroue-Ithorots-Olhaïby       | |                                                 | 43° 18′ 49″ N, 0° 54′ 50″ O |              |
|                                                          | Château de Laàs                               | Laàs                         | |                                                 | 43° 22′ 43″ N, 0° 51′ 01″ O |              |
|                                                          | Château de Lacarre                            | Lacarre                      | Inscrit MH (1992) · Notice no PA00084561                                                                        |                                                 | 43° 11′ 32″ N, 1° 09′ 50″ O |              |
|                                                          | Château Lassalle                              | Bedous                       | |                                                 | 42° 59′ 54″ N, 0° 35′ 58″ O |              |
|                                                          | Château de Lassalle                           | Bidos                        | Inscrit MH (2006) · Notice no PA64000061                                                                        |                                                 | 43° 10′ 45″ N, 0° 36′ 11″ O |              |
|                                                          | Château de Latsaga                            | Ostabat-Asme                 | Inscrit MH (1988) · Notice no PA00084482                                                                        |                                                 | 43° 15′ 10″ N, 1° 04′ 58″ O |              |
|                                                          | Château de Légugnon                           | Oloron-Sainte-Marie          | Inscrit MH (1993) · Notice no PA00125262                                                                        |                                                 | 43° 12′ 08″ N, 0° 37′ 12″ O |              |
|                                                          | Maison Lohobiague Enea                        | Saint-Jean-de-Luz            | Classé MH (2005) · Notice no PA00084497                                                                         |                                                 | 43° 23′ 15″ N, 1° 39′ 50″ O |              |
|                                                          | Château Lota                                  | Ustaritz                     | Inscrit MH (2013) · Notice no PA64000082                                                                        | Rue des Vicomtes du Labourd                     | 43° 23′ 50″ N, 1° 27′ 18″ O |              |
| Ruine ou disparu                                         | Château de Marracq                            | Bayonne                      | Classé MH (1907) · Notice no PA00084330                                                                         |                                                 | 43° 28′ 48″ N, 1° 29′ 01″ O |              |
|                                                          | Château de Mascaraàs                          | Mascaraàs-Haron              | Inscrit MH (1997) · Notice no PA64000019                                                                        |                                                 | 43° 32′ 35″ N, 0° 13′ 35″ O |              |
|                                                          | Château Maslacq                               | Maslacq                      | |                                                 | 43° 26′ 18″ N, 0° 41′ 36″ O |              |
| Château fort                                             | Château de Mauléon                            | Mauléon-Licharre             | Inscrit MH (1925) · Notice no PA00084444                                                                        |                                                 | 43° 13′ 09″ N, 0° 53′ 11″ O |              |
|                                                          | Château de Maÿtie                             | Mauléon-Licharre             | Inscrit MH (1925) · Classé MH (1953) · Inscrit MH (2005) · Notice no PA00084443                                 |                                                 | 43° 13′ 11″ N, 0° 53′ 26″ O |              |
|                                                          | Citadelle de Mendiguren                       | Saint-Jean-Pied-de-Port      | |                                                 | 43° 09′ 44″ N, 1° 14′ 02″ O |              |
|                                                          | Château de Meyracq                            | Pontacq                      | Inscrit MH (2006) · Notice no PA64000064                                                                        |                                                 | 43° 11′ 57″ N, 0° 06′ 35″ O |              |
|                                                          | Château de Momas                              | Momas                        | Inscrit MH (1989) · Notice no PA00084546                                                                        |                                                 | 43° 26′ 57″ N, 0° 26′ 40″ O |              |
| Château fort                                             | Château de Moncade                            | Orthez                       | Classé MH (1840) · Inscrit MH (1992) · Classé MH (1995) · Notice no PA00084479                                  |                                                 | 43° 29′ 31″ N, 0° 46′ 12″ O |              |
|                                                          | Manoir de Moncayolle-Larrory-Mendibieu        | Moncayolle-Larrory-Mendibieu | Inscrit MH (1973) · Notice no PA00084449                                                                        |                                                 | 43° 15′ 56″ N, 0° 51′ 03″ O |              |
|                                                          | Château de Mongaston                          | Charre                       | Inscrit MH (1998) · Notice no PA00084372                                                                        |                                                 | 43° 18′ 28″ N, 0° 51′ 46″ O |              |
| Château fort                                             | Château de Montaner                           | Montaner                     | Classé MH (1980) · Notice no PA00084451                                                                         |                                                 | 43° 20′ 57″ N, 0° 00′ 45″ O |              |
| Château fort                                             | Château de Montréal                           | Sauveterre-de-Béarn          | Classé MH (1886) · Notice no PA00084525                                                                         |                                                 | 43° 23′ 53″ N, 0° 56′ 23″ O |              |
| Château fort                                             | Château de Morlanne                           | Morlanne                     | Inscrit MH (1975) · Notice no PA00084455                                                                        |                                                 | 43° 30′ 36″ N, 0° 32′ 08″ O |              |
| Manoir, gentilhommière                                   | Château de Mosqueros                          | Salies-de-Béarn              | |                                                 | 43° 28′ 34″ N, 0° 56′ 11″ O |              |
|                                                          | Château de Navailles-Angos                    | Navailles-Angos              | |                                                 | 43° 24′ 51″ N, 0° 19′ 49″ O |              |
|                                                          | Château d'Olce                                | Iholdy                       | Inscrit MH (2005) · Notice no PA64000054                                                                        |                                                 | 43° 16′ 17″ N, 1° 11′ 04″ O |              |
|                                                          | Maison Ospitalea                              | Irissarry                    | Inscrit MH (1980) · Notice no PA00084403                                                                        |                                                 | 43° 15′ 25″ N, 1° 13′ 58″ O |              |
|                                                          | Château d'Orion                               | Orion                        | |                                                 | 43° 25′ 07″ N, 0° 51′ 52″ O |              |
|                                                          | Château de Pau                                | Pau                          | Classé MH (1840) · Classé MH (2004) · Notice no PA00084483                                                      |                                                 | 43° 17′ 41″ N, 0° 22′ 30″ O |              |
|                                                          | Hôtel de Peyre                                | Pau                          | Inscrit MH (1987) · Notice no PA00084486                                                                        |                                                 | 43° 17′ 41″ N, 0° 22′ 28″ O |              |
|                                                          | Château de Poey-de-Lescar                     | Poey-de-Lescar               | |                                                 | 43° 20′ 45″ N, 0° 28′ 07″ O |              |
|                                                          | Château de Pomps                              | Pomps                        | |                                                 | 43° 29′ 38″ N, 0° 32′ 21″ O |              |
| Château fort · Ruine ou disparu                          | Château de Pontacq                            | Pontacq                      | Inscrit MH (1945) · Notice no PA00084488                                                                        | Moyen Âge, anciens remparts, vieille tour       | 43° 11′ 05″ N, 0° 06′ 51″ O |              |
|                                                          | Fort du Portalet                              | Etsaut et Borce              | Inscrit MH (2005) · Notice no PA00084557                                                                        |                                                 | 42° 53′ 11″ N, 0° 33′ 46″ O |              |
| Néo-gothique                                             | Château de Préville                           | Orthez (Sainte-Suzanne)      | | XIXe siècle, clinique du château                | 43° 29′ 09″ N, 0° 46′ 59″ O |              |
|                                                          | Château de Ribère                             | Oloron-Sainte-Marie          | |                                                 | 43° 11′ 08″ N, 0° 36′ 04″ O |              |
|                                                          | Château de Ruthie                             | Aussurucq                    | Inscrit MH (1925) · Notice no PA00084327                                                                        |                                                 | 43° 08′ 59″ N, 0° 56′ 02″ O |              |
|                                                          | Château de Saint-Pé                           | Salies-de-Béarn              | Inscrit MH (1937) · Notice no PA00084517                                                                        |                                                 | 43° 28′ 14″ N, 0° 55′ 26″ O |              |
|                                                          | Château de Saint-Pée-sur-Nivelle              | Saint-Pée-sur-Nivelle        | Inscrit MH (1925) · Notice no PA00084514                                                                        |                                                 | 43° 21′ 12″ N, 1° 32′ 55″ O |              |
| Ruine ou disparu                                         | Château de Sainte-Colome                      | Sainte-Colome                | Inscrit MH (1999) · Notice no PA64000033                                                                        |                                                 | 43° 06′ 04″ N, 0° 24′ 12″ O |              |
|                                                          | Château de Salette                            | Denguin                      | |                                                 | 43° 21′ 32″ N, 0° 30′ 32″ O |              |
|                                                          | Château de Salettes                           | Anoye                        | |                                                 | 43° 23′ 37″ N, 0° 08′ 32″ O |              |
|                                                          | Château de Salha                              | Bardos                       | |                                                 | 43° 28′ 30″ N, 1° 12′ 11″ O |              |
| Ruine ou disparu                                         | Château de Sault                              | Sault-de-Navailles           | Inscrit MH (1998) · Notice no PA64000030                                                                        |                                                 | 43° 32′ 59″ N, 0° 40′ 22″ O |              |
|                                                          | Château de Sauveméa                           | Arrosès                      | |                                                 | 43° 33′ 06″ N, 0° 06′ 22″ O |              |
|                                                          | Château des seigneurs de Luxe                 | Luxe-Sumberraute             | Inscrit MH (1996) · Notice no PA64000006                                                                        |                                                 | 43° 20′ 23″ N, 1° 04′ 57″ O |              |
|                                                          | Château de Sévignac                           | Sévignacq-Meyracq            | Inscrit MH (1998) · Notice no PA64000027                                                                        |                                                 | 43° 06′ 49″ N, 0° 24′ 49″ O |              |
|                                                          | Fort de Socoa                                 | Ciboure                      | Inscrit MH (2009) · Notice no PA00084380                                                                        |                                                 | 43° 23′ 46″ N, 1° 41′ 00″ O |              |
|                                                          | Château de Soeix-Oloron                       | Oloron-Sainte-Marie          | |                                                 | 43° 10′ 09″ N, 0° 35′ 29″ O |              |
|                                                          | Château de Sumberraute                        | Luxe-Sumberraute             | Inscrit MH (1993) · Notice no PA00125261                                                                        |                                                 | 43° 21′ 46″ N, 1° 04′ 24″ O |              |
|                                                          | Château de Vergues                            | Ascarat                      | | ou de Fargas                                    | 43° 10′ 11″ N, 1° 15′ 28″ O |              |
|                                                          | Château Verlée                                | Ledeuix                      | |                                                 | 43° 12′ 50″ N, 0° 37′ 13″ O |              |
|                                                          | Château du Vigneau                            | Bayonne                      | Inscrit MH (2009) · Notice no PA64000071                                                                        |                                                 | 43° 30′ 20″ N, 1° 28′ 11″ O |              |
|                                                          | Château de Vignes                             | Sault-de-Navailles           | Inscrit MH (1996) · Notice no PA64000010                                                                        |                                                 | 43° 33′ 16″ N, 0° 41′ 13″ O |              |
|                                                          | Château de Viven                              | Viven                        | Inscrit MH (1989) · Notice no PA00084548                                                                        |                                                 | 43° 27′ 36″ N, 0° 22′ 40″ O |              |
|                                                          | Château d'Uhart-Mixe                          | Uhart-Mixe                   | Inscrit MH (1996) · Notice no PA64000011                                                                        |                                                 | 43° 16′ 46″ N, 1° 01′ 09″ O |              |
|                                                          | Château d'Urtubie                             | Urrugne                      | Inscrit MH (1974) · Notice no PA00084538                                                                        |                                                 | 43° 22′ 00″ N, 1° 41′ 18″ O |              |